# Office de coopération et d'information muséales
L'Office de coopération et d'information muséales (OCIM), appelé Office de coopération et d'information muséographiques jusqu'en 2010, est un service public français créé en 1985 par le ministère de l'Éducation nationale, avec pour mission principale « de remédier à l'isolement technique des nombreux musées et sections d'histoire naturelle de province ». Il a également des missions de formation des agents, de soutien technique, de collecte et diffusion des données muséales, ainsi que de support aux projets de collaboration et au rayonnement des musées français,.

## Histoire
L'étude de faisabilité débute en 1983, sous la responsabilité de Robert Jullien, conservateur du muséum d'histoire naturelle de Marseille, afin de penser un centre technique coopératif au service des musées d'histoire naturelle. À la suite du rapport de 1984 posant le périmètre de responsabilité, l'OCIM est fondé le 1er janvier 1985 à l'université Paul-Valéry de Montpellier. Robert Jullien en prend la direction.
En 1988, l'OCIM s'établit finalement à l'université de Bourgogne à Dijon. En 2010, le nom de l'OCIM est modifié, abandonnant l'Office de coopération et d'information muséographiques pour devenir l'Office de coopération et d'information muséales. Son domaine de compétence regroupe à la fois la muséographie et la muséologie.

## Publications
L'OCIM publie divers ouvrages et guides à destination des gestionnaires de musées français.
Depuis 1988, l'office publie également La lettre de l'OCIM, revue bimestrielle en français proposant des actualités et des articles de fond  (ISSN 0994-1908 et 2108-646X).